# Marko Jelača
Marko Jelača (Zágráb, 1982. december 15. — ) horvát-, majd grúz válogatott vízilabdázó, a Dinamo Tbiliszi játékosa bekk poszton.

## Sportpályafutása
Szülővárosa híres együttesében, a Mladostban kezdett vízilabdázni, majd 2002 és 2003 között a szintén zágrábi Medveščak csapatának tagja volt. Visszatérve anyaegyesületébe, 2005-ben horvát kupát nyert, majd 2007-ben a Šibenikhez szerződött. 2008-ban a Jadran Herceg Noviba igazolt, mellyel megnyerte a montenegrói bajnokságot. 2009-től egy évig az AN Brescia játékosa volt, majd visszatérve Horvátországba a Primorje Rijekában játszott egészen 2013-ig, utána két éven keresztül az olasz Como, majd 2015 és 2017 között a szintén olasz Sport Management bekkje volt. 2013 óta a kaukázusi ország nemzeti csapatának tagja.

## Eredmények

### Klubcsapattal

#### Mladost Zagreb
- Horvát kupa: Aranyérmes: 2005

#### Jadran Hrceg Novi
- Montenegrói bajnokság: Aranyérmes: 2008-09